# Pirassunungoleptes
Genre
Pirassunungoleptes est un genre d'opilions laniatores de la famille des Zalmoxidae.

## Distribution
Les espèces de ce genre se rencontrent au Brésil et en Bolivie.

## Liste des espèces
Selon World Catalogue of Opiliones (19/10/2021) :
- Pirassunungoleptes analis (Roewer, 1949)
- Pirassunungoleptes calcaratus Soares, 1966
- Pirassunungoleptes lesserti (Roewer, 1949)

## Publication originale
- Soares, 1966 : « Novos opiliões da coleção "Otto Schubart" (Opiliones: Cosmetidae, Gonyleptidae, Phalangodidae). » Papeis Avulsos do Departamento de Zoologia, vol. 18, p. 103–115.